# 22756 Manpreetkaur
22756 Manpreetkaur (1998 WA10) là một tiểu hành tinh vành đai chính được phát hiện ngày 18 tháng 11 năm 1998 bởi nhóm nghiên cứu tiểu hành tinh gần Trái Đất phòng thí nghiệm Lincoln ở Socorro.